# Cerkiew św. Jerzego w Rybołach
Cerkiew pod wezwaniem św. Jerzego – prawosławna cerkiew cmentarna w Rybołach. Należy do parafii Świętych Kosmy i Damiana w Rybołach, w dekanacie Bielsk Podlaski diecezji warszawsko-bielskiej Polskiego Autokefalicznego Kościoła Prawosławnego.

## Historia
Decyzja o wzniesieniu cerkwi cmentarnej, pomocniczej względem parafialnej cerkwi Świętych Kosmy i Damiana w Rybołach zapadła w latach 70. XIX w. Materiał na jej budowę miał być pozyskany poprzez dokonanie rozbiórek starszych cerkwi w Rybołach i Kożanach, co miało miejsce w 1873. W październiku tego roku rozpoczęto prace budowlane, które trwały do marca roku następnego. Projekt obiektu wykonał inż. Łoziński, budowę nadzorował Gordiej Aleksiejew. Cały koszt wzniesienia świątyni, który zamknął się w 4476 rublach, pokryli prawosławni mieszkańcy miejscowości. Cerkiew poświęcono 1 października 1874.
Już w 1893 cerkiew była remontowana, zaś w 1909 odmalowana. W 1929 przeprowadzono wymianę dachu. Generalnego remontu obiekt wymagał po II wojnie światowej, kiedy poważnie ucierpiał w czasie walk niemiecko-radzieckich w końcu czerwca 1941. Renowacja cerkwi miała miejsce w latach 60. XX w. i ponownie w latach 90. XX stulecia.
Świątynię wpisano do rejestru zabytków 22 listopada 1976 pod nr A-509.

## Architektura
Cerkiew założona jest na planie krzyża z nieco dłuższymi ramionami wschodnim i zachodnim. Ramiona krzyża nakryte są dwoma dachami dwuspadowymi o krzyżujących się kalenicach. Na skrzyżowaniu ramion krzyża osadzono ośmioboczny bęben zwieńczony cebulastą kopułą. Smukłe otwory okienne zamknięte półkoliście nadają bryle dynamiki.